# Przybylina
Przybylina (słow. Pribylina, węg. Pribilina) – wieś (obec) na Słowacji leżąca na Liptowie, w kraju żylińskim, powiecie Liptowski Mikułasz, 25 km na północny wschód od Liptowskiego Mikułasza, w miejscu połączenia Raczkowego Potoku z Białą Liptowską. Przez wieś przebiega Tatrzańska Droga Młodości, łącząca miejscowości położone u południowych podnóży Tatr. Przybylina jest jedną z większych wsi liptowskich.

## Historia
Pierwsze wzmianki o Przybylinie pochodzą z 1286 r. W wieku XV i XVI w związku z migracjami wołoskimi wieś rozrosła się. W roku 1793 stąd na polską stronę Tatr wyruszył Robert Townson, angielski uczony, lekarz i podróżnik, jeden z pierwszych badaczy Tatr. W połowie XIX wieku w Przybylinie wynajmowano konie i przewodników do wycieczek na Krywań. W 1866 r. Towarzystwo Naukowe Krakowskie na prośbę miejscowego proboszcza rozpoczęło walkę z kłusownikami i świszczarzami, którzy w Przybylinie mieli swoją siedzibę. W roku 1872 po okolicach wędrował Walery Eljasz-Radzikowski, który opisał ówczesną wieś w swoich „Szkicach z podróży w Tatry” (1874). W czasie słowackiego powstania narodowego Przybylina poniosła znaczne straty.

## Zabytki
W górnej części wsi nad brzegiem Raczkowego Potoku znajduje się Muzeum Wsi Liptowskiej (Múzeum liptovskej dediny). Większość zgromadzonych w skansenie obiektów architektury drewnianej pochodzi z terenów zalanych przez wody Jeziora Liptowskiego. Są to m.in. dwa kościółki: wczesnogotycki z Liptowskiej Mary oraz gotycki kasztel ze wsi Paryżowce (Parížovce), a także wiele bielonych chałup krytych stromymi gontowymi dachami. W skansenie hoduje się również zwierzęta gospodarskie oraz konie huculskie.
W samej Przybylinie znajdują się dwa kościoły: neobarokowy rzymskokatolicki św. Katarzyny, zbudowany w roku 1910 na miejscu kościoła drewnianego, oraz ewangelicki kościół neoromański z roku 1902, zbudowany wg projektu znanego słowackiego architekta M. M. Harminca (1869-1964).

## Szlaki turystyczne z Przybyliny
– zielony szlak z tzw. Wyżniego Końca Przybyliny przez węzeł szlaków przy kempingu „Raczkowa” dalej przez Klinowate i Klin na Baraniec.
- Czas przejścia z Przybyliny do autokempingu: 45 min w obie strony
- Czas przejścia od autokempingu na Baraniec: 4:20 h, ↓ 3:20 h